# Neu Ulm Challenger 1987
Il Neu Ulm Challenger 1987 è stato un torneo di tennis facente parte della categoria ATP Challenger Series nell'ambito dell'ATP Challenger Series 1987. Il torneo si è giocato a Nuova Ulma in Germania dal 27 luglio al 2 agosto 1987 su campi in terra rossa.

## Vincitori

### Singolare
Tomáš Šmíd ha battuto in finale  Thierry Champion con il punteggio di 6–3, 6–4

### Doppio
Il torneo di doppio è terminato prima della finale